# Escuela Politécnica (Guatemala)
La Escuela Politécnica de Guatemala es un centro de formación militar de nivel universitario, en donde los cadetes, futuros oficiales del Ejército de Guatemala reciben la instrucción militar y académica necesaria para obtener el título de Oficial del Ejército, con el rango de Subteniente en cualquiera de las Armas y Servicios propios de las distintas fuerzas y unidades del Ejército de Guatemala. Simultáneamente, los cadetes realizan estudios en la carrera de Licenciatura en Tecnología y Administración de Recursos de la Universidad Galileo.

## Historia

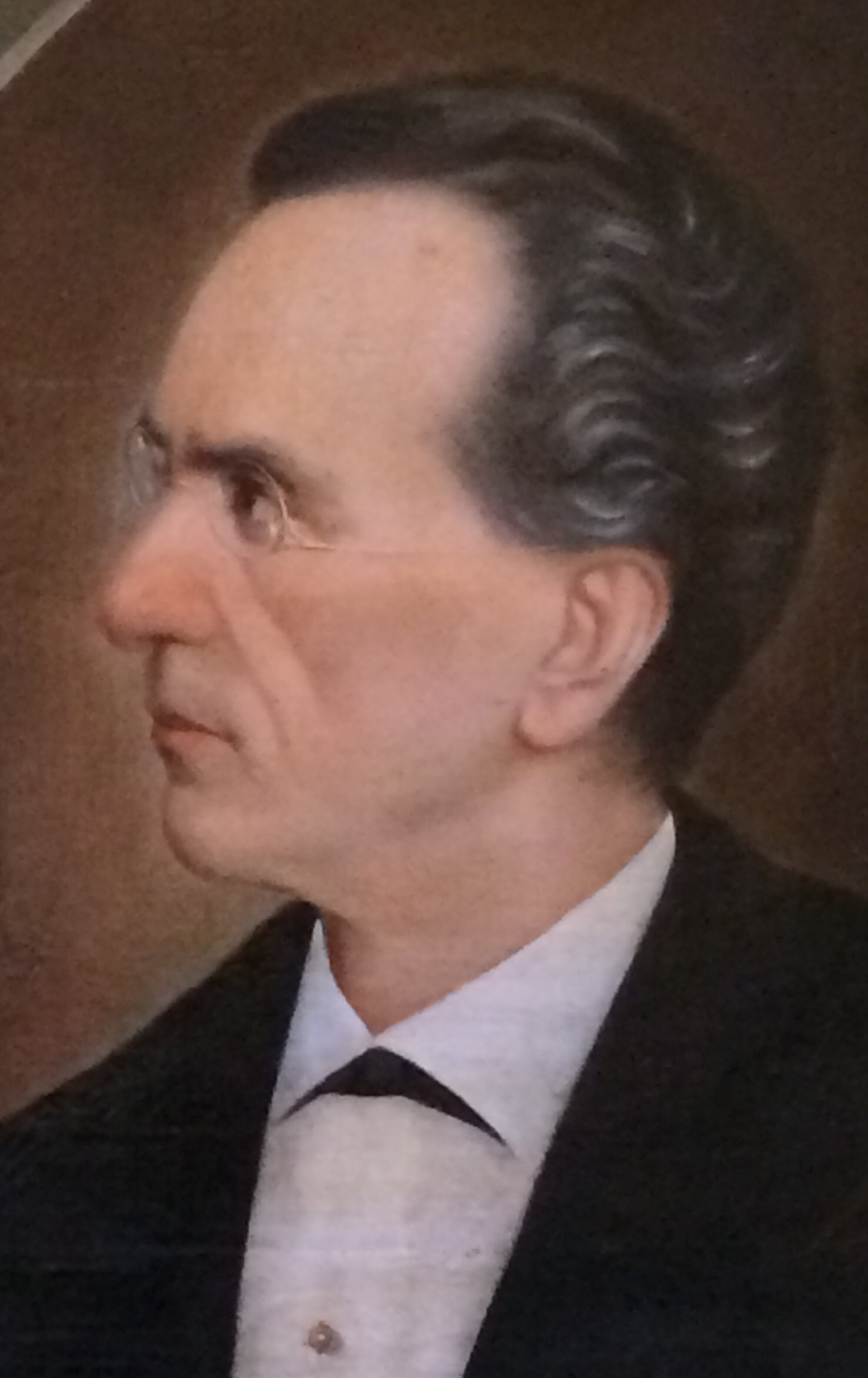
Miguel García Granados, Presidente de Guatemala (1871-1873). Fundador de la Escuela Politécnica.

En diciembre de 1872, el gobierno del general Miguel García Granados invitó al Comandante de Ingenieros Bernardo Garrido y Agustino, originario de España, para que llegara a la Ciudad de Guatemala y se encargara de la organización de la nueva Escuela Militar que se quería establecer en el país. La Escuela Politécnica fue creada por el decreto 86 del 4 de febrero de 1873, firmado por el presidente Miguel García Granados y su ministro de la Guerra, José María Samayoa; y fue fundada oficialmente el 1 de septiembre de 1873 con la visión de hacer que los cadetes cursaran la carrera de las armas como una profesión; su primer director fue el Comandante de Ingenieros Garrido y Agustino quien trajo al intelectual español Valero Pujol, y a los tenientes de Ingenieros Mariano Sancho y Julián Romillo, para que impartiera cátedras en la recién fundada institución.

### Primera época
| Siendo indispensable y necesario un Colegio Militar ha tenido a bien acordar la creación del Establecimiento, designando para local, el edificio de la Recolección. —Miguel García Granados 22 de junio de 1872 |

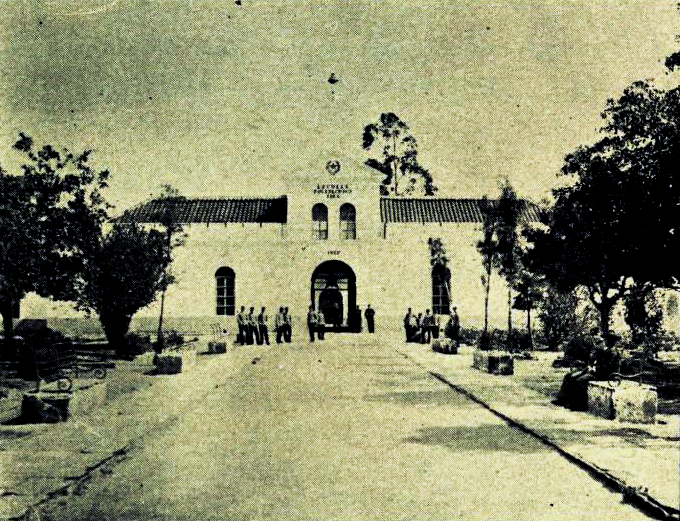
Instalaciones de la Escuela Politécnica cuando ésta se encontraba en el convento de la Iglesia la Recolección (1873-1908).

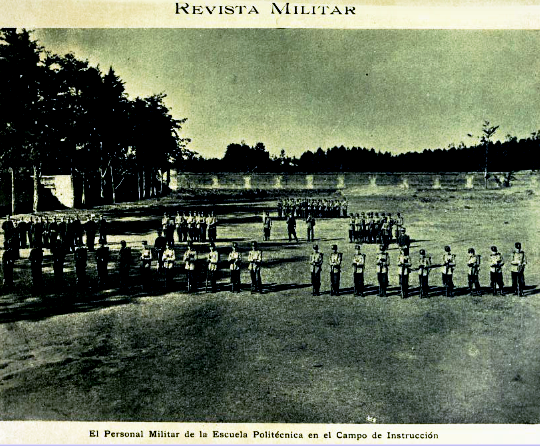
Cadetes de la Escuela en el campo de maniobras en 1899.

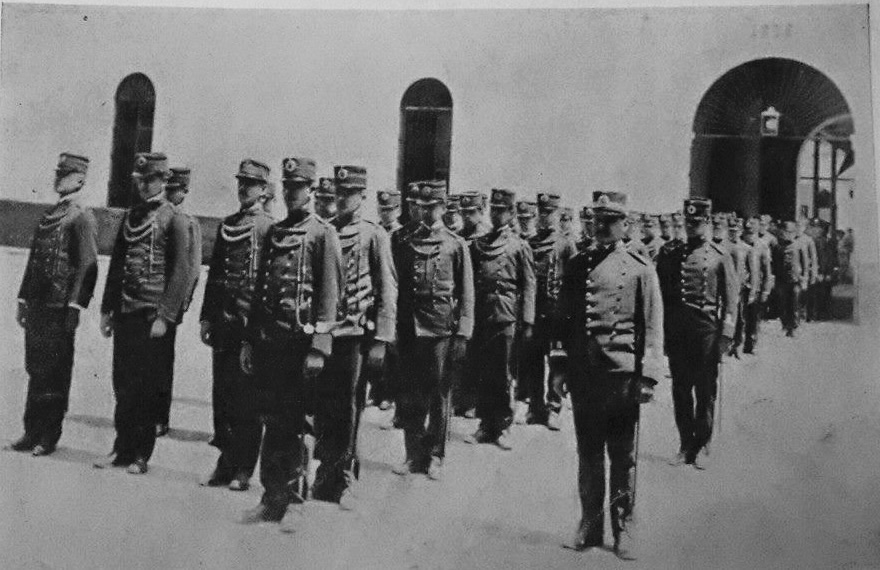
Cadetes de la promoción de 1905; compañía del entonces capitán Daniel Martínez.

El edificio del convento de la Iglesia de la Recolección en la Ciudad de Guatemala, que había sido expropiado recientemente a los recoletos, fue modificado en gran parte, especialmente para albergar la secretaría y dirección de la escuela y se construyó un edificio de dos niveles para dormitorios.  El patio principal estaba bellamente ajardinado, contaba con una pequeña fuente circular en el centro y estaba circundado por un corredor antiguo y conventual. La portada principal estaba sobre la tercera calle poniente y muchos cipreses adornaban los jardines. Los estudios programados para la formación de los alumnos incluían como una de las materias más importantes, la ingeniería militar; se establecieron las carreras de Topógrafo, Ingeniero de Minas, Ingeniero de Montes, Agrimensor, Arquitecto, Telegrafista y Tenedor de Libros. El teniente Sancho fue nombrado Capitán de la Compañía de Cadetes, el teniente Romillo fue Capitán de la tropa, y los capitanes auxiliares fueron los tenientes José D. Andrade, Manuel Aguilar e Hipólito Ruano.
Garrido y Agustino fungió como director del plantel hasta su muerte, acaecida el 1 de septiembre de 1877, cuando se celebraba el cuarto aniversario de fundación de la Escuela, y fue sustituido provisionalmente por Mariano Sancho.  Por voluntad suya, Garrido y Agustino fue sepultado en la Escuela, y el gobierno del general Justo Rufino Barrios le erigió un monumento.

#### Intentona de Justo Rufino Barrios en 1885
Al emitirse el Decreto por la Unión Centroamericana varios estudiantes de la Escuela Politécnica, entre ellos el sargento primero Adolfo V. Hall, se ofrecieron voluntariamente a apoyar el ideal unionista del general Barrios y se les asignó como instructores.  Hall fue asignado a la primera compañía del Batallón Jalapa, participando los días 30 y 31 de marzo su en la batalla de la Hacienda de El Coco, El Salvador, fronteriza al Departamento de Jutiapa.
El 2 de abril de 1885 el general Justo Rufino Barrios —quien estaba a cargo del avance sobre las posiciones de Casa Blanca y Chalchuapa, El Salvador— se enteró de que el coronel Girón, Comandante del Batallón Jalapa, había muerto y con él la mayor parte de los oficiales del mismo. Barrios se dirigió hasta donde están «Los Jalapas» y tomar el mando de aquella unidad, pues hubo un intento de sublevación. Al llegar, encontró al sargento Hall, quien se aproximó para informarle acerca de la situación de la Primera Compañía: que el Batallón Jalapa ahora estaba a sus órdenes y se encontraba a escasos cien metros de las trincheras contrarias; Hall se expresa con seriedad, firmeza, valor y serenidad, a pesar de estar tan cerca del peligro y junto con Barrios encabezaron a los combatientes, quienes reiniciaron la ofensiva.  Por el aplomo y la seguridad con que habló Hall, Barrios lo ascendió a teniente coronel, pero desafortunadamente, ambos fallecieron en combate momentos después.

#### Plan de estudios y actividades en 1900
La Escuela Politécnica, al igual que las otras instituciones fundadas por el gobierno liberal en la década de 1870, era una institución de élite que educaba a un reducido grupo de estudiantes; en 1899 graduó únicamente a ocho nuevos oficiales al grado de subtenientes de infantería, quienes fueron:
- Sargentos segundos: Arturo Marroquín y Nazario Hernández
- Cabos: Pedro Gatica, Pedro Zamora y Buenaventura Pineda[a]
- Cadetes: Manuel Antonio López, Prisciliano Santiago y Julio Mejía[10]

El acto de graduación se realizó en presencia del presidente, licenciado Manuel Estrada Cabrera, su Ministro de la Guerra y el Estado Mayor del Ejército.
En esta época de la Escuela Politécnica, el plan de estudios incluía:
| Área                | Listado de cursos |
| ------------------- | --- |
| Formación general   | - Contabilidad - Francés - Geografía e historia de Centroamérica - Geografía Universal - Gramática castellana - Historia Universal - Inglés                                                                                              |
| Instrucción militar | - Arte de la guerra y su historia - Armas portátiles - Código y procedimientos militares - Parte militar - Teoría de tiro - Fortificación de campaña                                                                                     |
| Ingeniería          | - Álgebra elemental - Aritmética demostrada - Aritmética práctica - Dibujo lineal - Dibujo natural - Dibujo topográfico - Física - Geometría descriptiva de rectas y planos - Geometría plana y del espacio - Topografía - Trigonometría |

El 1 de septiembre de 1891, el entonces director Luis García de León instituyó la ceremonia de la Visita a la Tumba de Bernardo Garrido, por todo el personal de la Escuela: sepultado en las instalaciones del antiguo convento recoleto, era visitado el día de su fallecimiento cada año por los exalumnos del plantel, la Compañía de Caballeros Cadetes le hacían guardia durante todo el día y uno de los estudiantes distinguidos pronunciaba un discurso en su honor.

#### Atentado de los Cadetes contra Manuel Estrada Cabrera

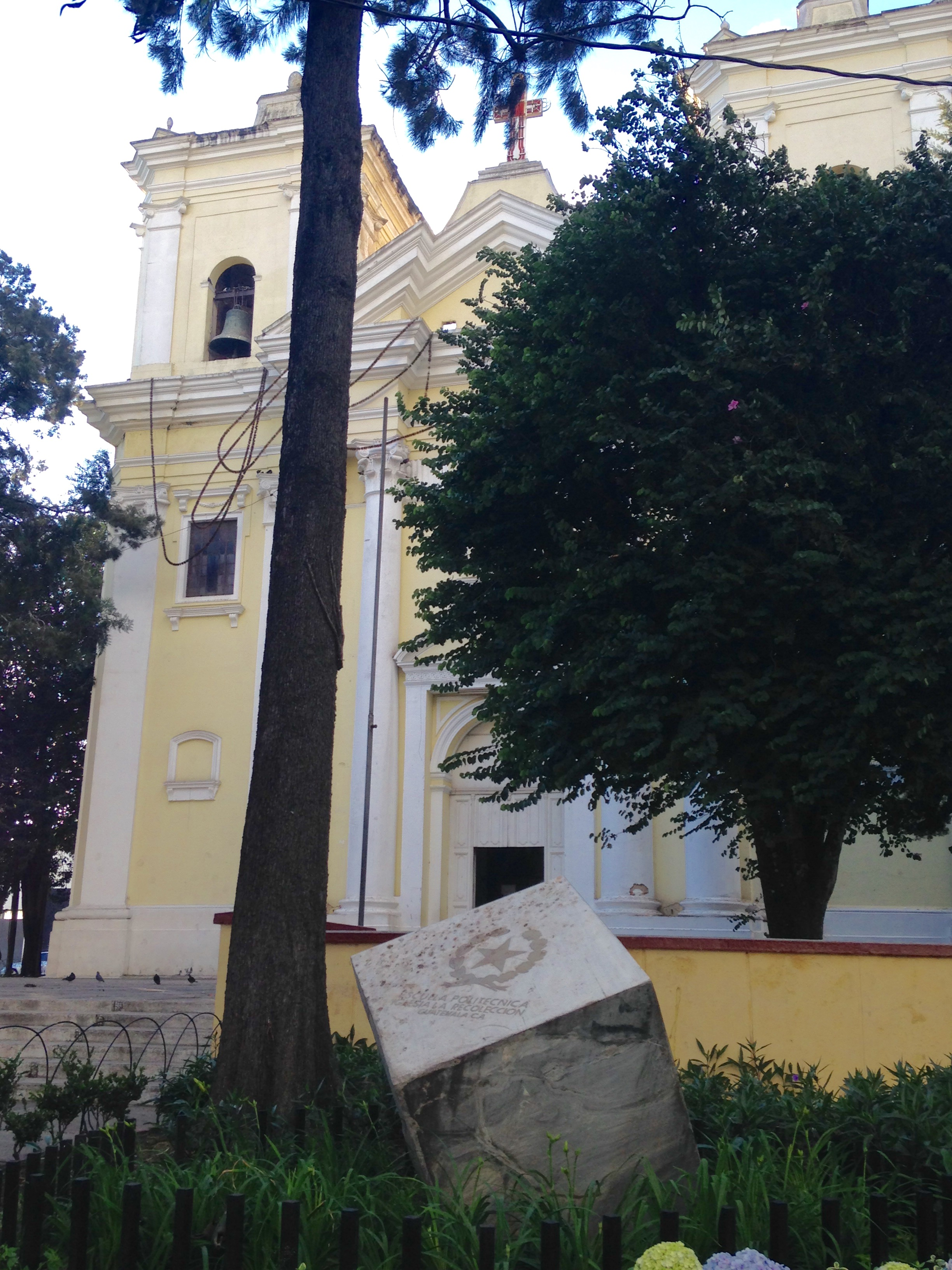
Monumento a la primera sede de la Escuela Politécnica en el atrio de la Iglesia de La Recolección en el Centro Histórico de la Ciudad de Guatemala. Diciembre de 2015.

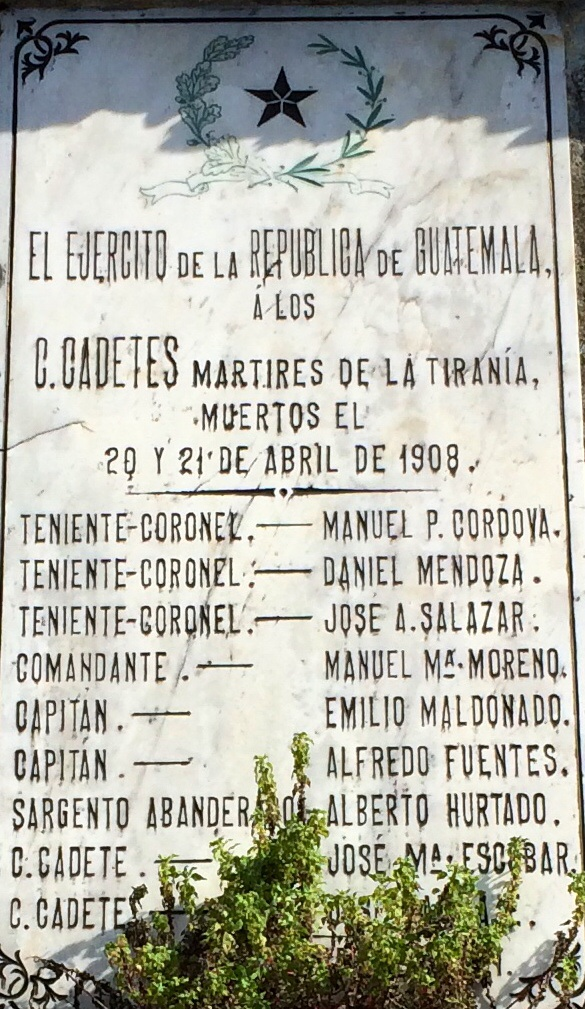
Tumba de los cadetes mártires de 1908, que intentaron asesinar a Manuel Estrada Cabrera. El comandante de esta unidad era el teniente coronel Daniel Martínez, quien murió fusilado junto con la mayoría de su compañía; fueron delatados por el entonces cadete Roderico Anzueto Valencia.

Estas instalaciones fueron demolidas en abril de 1908 luego de que la Escuela fuera cerrada por el entonces presidente de Guatemala, licenciado Manuel Estrada Cabrera, tras dos atentados que los caballeros cadetes intentaron en su contra:
Para 1908, la Iglesia de Santo Domingo había cambiado el recorrido de su solemne procesión de Viernes Santo para pasar frente a la casa de habitación del presidente, situada en la Séptima Avenida Sur de la Ciudad de Guatemala. Este circunstancia fue tomada en cuenta por varios cadetes y oficiales de la Escuela Politécnica, quienes advirtieron que el capirote del traje de cucurucho —que cubría el rostro de los penitentes— era ideal para esconder a posibles conspiradores. Los cadetes concibieron un plan sencillo: aprovechando que la procesión iba a pasar frente a la case del presidente, iban a ir disfrazados de cucuruchos e iban a invadir la casa presidencial y apresar a Estrada Cabrera. Pero para el Miércoles Santo de ese año los conjurados estaban presos: dos de ellos, durante una borrachera en una fonda, habían hablado de más y habían terminado en la cárcel. Estrada Cabrera, una vez que supo de la conjura, puso palizadas frente a su casa, prohibió que la procesión pasara frente a la misma, y eliminó el uso de los capirotes en el traje de cucuruchos.
El 20 de abril de 1908, durante la recepción oficial del nuevo Ministro Plenipotenciario de los Estados Unidos en el Palacio de Gobierno, el cadete de la Escuela Politécnica Víctor Manuel Vega, en venganza por la prisión y torturas de sus jefes y amigos, le disparó a Estrada Cabrera a quemarropa un proyectil que milagrosamente sólo hirió a este en el dedo meñique. Este hecho ocurrió durante un acto oficial en el Palacio de Gobierno. Enfurecido y a modo de escarmiento popular, Estrada Cabrera ordenó fusilar a prácticamente toda la compañía de caballeros cadetes a la cual pertenecía el cadete Vega, a excepción de dos, Rogelio Girón y Manuel Hurtarte, quienes fueron llevados a la Penitenciaría central sin darles razón alguna. En cuanto al cadete Vega, este había muerto en el lugar donde intentó perpetrar el magnicidio, cayendo a los pies de Estrada Cabrera al ser alcanzado por las balas de los guardias de este. El presidente ordenó que la escuela militar fuera disuelta, el edificio demolido y que se regara sal sobre los cimientos. Numerosos militares fueron encarcelados, incluyendo algunos generales allegados al presidente.

### Segunda época: Academia Militar

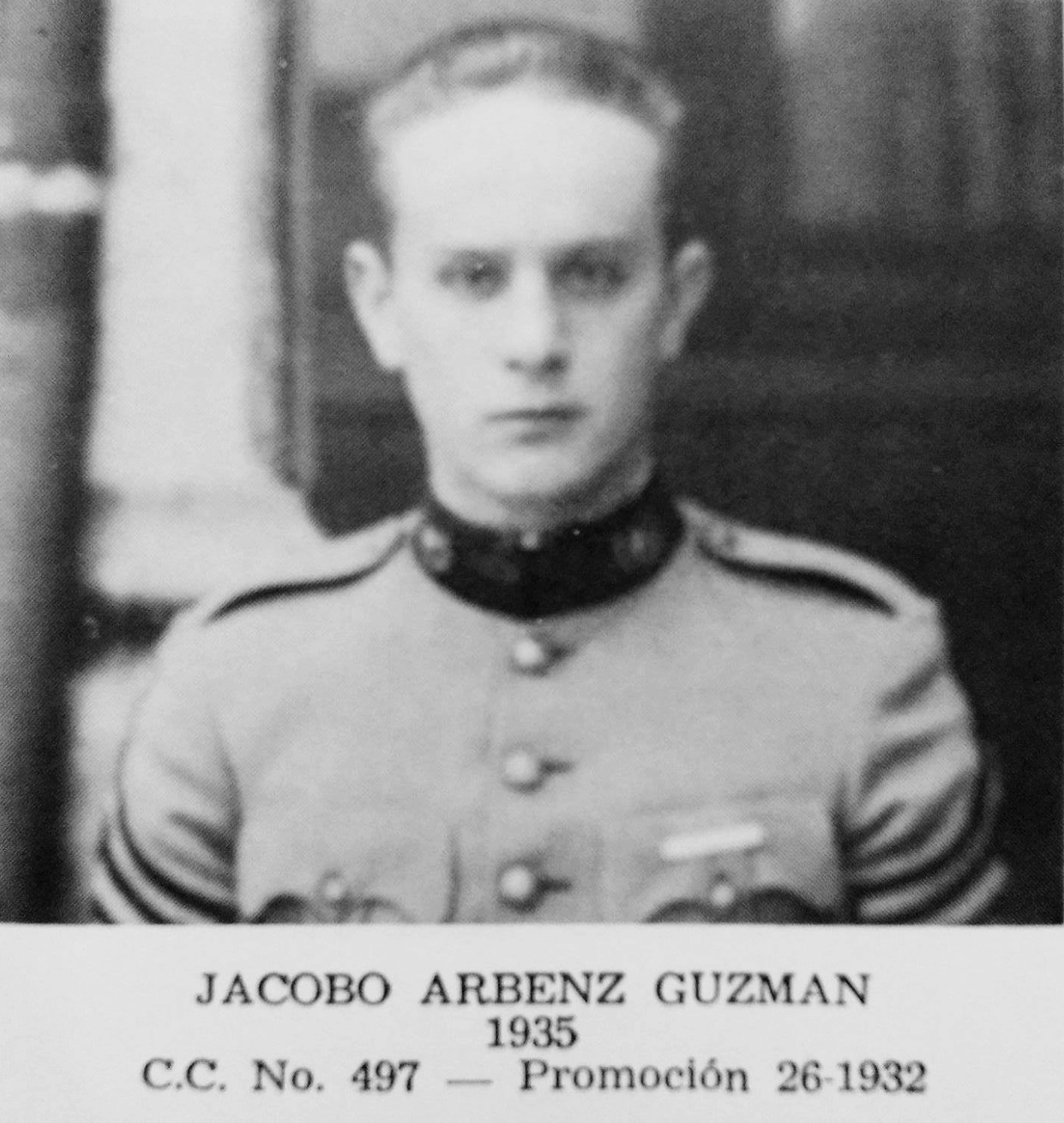
Caballero cadete Jacobo Árbenz Guzmán en 1932.

Como consecuencia del atentado contra Manuel Estrada Cabrera, realizado el 20 de abril de 1908 por los cadetes de la Escuela Politécnica, el gobernante clausuró este centro de estudios y destruyó el edificio. El 30 de junio de 1912 fundó la Academia Militar, bajo la dirección de oficiales españoles, en el edificio que ocupaba el Cuartel de Artillería, en el bulevar 30 de junio -actualmente Avenida La Reforma-, que fue construido en 1894 pero sufrió severos daños por los terremotos de 1917-1918, y solamente fue rehabilitado hasta el 9 de febrero de 1919. El edificio albergó también a la Asamblea Nacional Legislativa de Guatemala durante los últimos dos años del gobierno de Estrada Cabrera, como una estrategia para amedrentar a los diputados que se encontraban rodeados de personal militar, ya que todavía funcionaba en el edificio el Cuartel de Artillería.
El cuartel de artillería empezó a construirse el 24 de diciembre de 1894 y fue concluido en diciembre de 1897. Ocupa un área de treinta y seis mil metros cuadrados y su estilo es el de la Edad Media. La dirección técnica estuvo a cargo del ingeniero Mauricio Frary y la administrativa al coronel Luis García de León, jefe del cuerpo de Artillería. El cuerpo principal comprendía guardia, pagaduría, oficina del segunda jefe, habitaciones del mismo y archivo; el segundo piso, salón principal, biblioteca, sala de armas, academia de oficiales, despacho del primer jefe y las habitaciones particulares de este. En el interior del edificio había pabellones para oficiales de plana mayor, cornetas, cuatro cuadras de dos pisos para mil hombres y en el centro, un gran almacén de dos pisos para treinta baterías con todos sus enseres. Había también locales para enfermería, farmacia, sala para los aislados, academia para la tropa, caballerizas para doscientos caballos, baños, cocina, comedores, talleres diversos, polvorín y taller de cargamento. El cuartel estaba surtido por diez pajas de agua de Acatán, ocho de Pinula y doce de una fuente subterránea encontrada a cincuenta metros de profundidad.
El 2 de mayo de 1920, el Gobierno de Carlos Herrera y Luna clausuró la Academia Militar y restableció la Escuela Politécnica.

### Tercera época

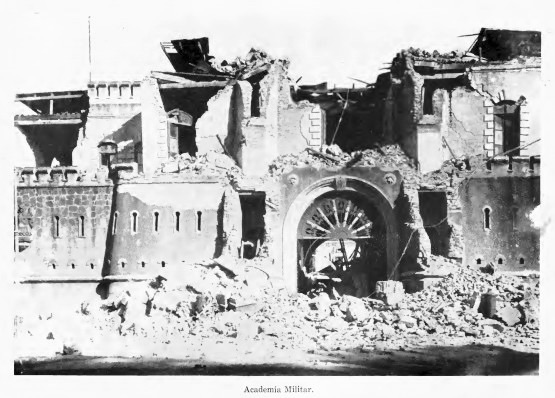
Ruinas de la Academia Militar tras el terremoto de 1917-18.

El primer problema político sorteado por el coronel Carlos Castillo Armas, durante su gobierno (1954-1957), fue la sublevación de los cadetes de la Escuela Politécnica el 2 de agosto de 1954. Después de haber triunfalmente marchado celebrando el triunfo, las tropas del Movimiento de Liberación Nacional desfilaron por las principales calles de la Ciudad de Guatemala, entregaron las armas y fueron a dormir al hospital Roosevelt, en construcción en ese entonces, en donde estaban acantonadas.
Los cadetes alzados en armas tras un desplante hecho por los mercenarios del Movimiento de Liberación Nacional en el que les arrebataron la bandera nacional al momento de recibir a Castillo Armas en el aeropuerto La Aurora, aprovecharon el descanso de los "liberacionistas" y amparados por la oscuridad atacaron a los soldados mercenarios y lograron reducirlos no sin antes tener que vencer la poca pero tenaz resistencia que los pocos que estaban armados opusieron. Acto seguido les hicieron marchar con las manos en alto y haciéndoles abordar un tren, les remitieron de regreso hacia el Oriente del país, rumbo a Zacapa; de esta forma demostraron lo débil que era el  «ejército de liberación» durante la invasión. Por su parte, avisado de la situación, el coronel Carlos Castillo Armas quien había regresado a su Cuartel General, llegó a la Ciudad de Guatemala por la cordillera de la Antigua Guatemala y fue capturado en el Palacio Nacional.
Los cadetes quedaron al mando de la situación, pero la habilidad del embajador estadounidense John Peurifoy nuevamente salió a la defensa de los intereses norteamericanos: en una reunión en la que los cadetes se entrevistaron con el embajador para hacerle saber que este no era un movimiento comunista, Puerifoy les dejó claro que no iba a tolerar ningún alzamiento, y que si ellos persistían en sus intenciones, ordenaría a la Marina de los Estados Unidos realizar una invasión a Guatemala. Los cadetes, alarmados por esta amenaza, depusieron las armas y liberaron a Castillo Armas. Al final, la acción dejó un saldo de numerosos muertos y heridos de ambos bandos en la fecha ya indicada, el cierre temporal de la Escuela Politécnica y el envío de cuantos cadetes se pudo a estudiar al exterior gozando de becas para que pudieran proseguir sus estudios, en áreas distintas a la milicia.  Posteriormente se abrió nuevamente el plantel de estudios militares, bajo la dirección del coronel Carlos Arana Osorio; la reapertura de la escuela se produjo hasta el 18 de marzo de 1955.

### Cuarta época
El 15 de enero de 1977, durante el Gobierno del general Kjell Eugenio Laugerud García la escuela fue trasladada a sus nuevas instalaciones en la finca La Asunción, en San Juan Sacatepéquez;  en un acto precedido por el presidente de República, el Ministro de la Defensa Nacional y el director de la Escuela Politécnica, general Servio Júpiter Camey Sierra, el 18 de diciembre de 1976 se trasladaron los restos mortales del Comandante de Ingenieros Bernardo Garrido y Agustino y del Coronel Julián Romillo y Pereda de las instalaciones en la Guardia de Honor, convertidas en Monumento Nacional, hacia las nuevas instalaciones en San Juan Sacatepéquez, cumpliendo con el deseo de ambos exdirectores de la Escuela de permanecer junto a sus estudiantes. Dicha ceremonia marcó el cierre definitivo de la Escuela Politécnica en la Avenida de la Reforma.

## Oficiales graduados distinguidos
| Nombre                         | Rango                                | Breve historia |
| ------------------------------ | ------------------------------------ | --- |
| Árbenz Guzmán, Jacobo          | Coronel                              | Ministro de la Defensa durante el gobierno de Juan José Arévalo y Presidente de Guatemala de 1951 a 1954. Inició un plan de reforma agraria y continuó con las reformas iniciadas por Arévalo. |
| Hall, Adolfo V.                | Teniente coronel                     | Fue un sargento primero de Caballeros Cadetes de la Escuela Politécnica y es considerado héroe de la batalla de Chalchuapa al haber muerto en combate al lado del General Justo Rufino Barrios, en la Campaña Unionista. Poco antes de morir, el sargento primero Hall fue ascendido en el campo de batalla al grado de Coronel, aunque el historiador Adolfo García Aguilar indicó en 1899 en la Revista Militar de Guatemala, que fue ascendido al grado de teniente coronel. |
| Laugerud García, Kjell Eugenio | General de División                  | Presidente de Guatemala del 1 de julio de 1974 al 1 de julio de 1978. Durante su gobierno, ocurrió el terremoto del 4 de febrero de 1976; Laugerud García demostró ser un administrador eficiente que recuperó la infraestructura del país aceleradamente. |
| Mejía de León, José Víctor     | General de División                  | Primer aviador de Guatemala; además de militar destacado fue un eminente científico y catedrático. |
| Mora, Carlos Federico          | médico, humanista, y diplomático     | Educado en Europa por ilustres maestros como Sigmund Freud, al regresar a Guatemala fue médico del presidente Lázaro Chacón, Ministro de Instrucción Pública y Rector Magnífico de la Universidad de San Carlos. |
| Orellana Pinto, José María     | ingeniero, militar y político        | Durante el gobierno del presidente licenciado Manuel Estrada Cabrera fue director del Instituto Nacional Central para Varones, jefe del Estado Mayor y ministro de Instrucción Pública. Posteriormente fue presidente de Guatemala entre 1921 y 1926, tras derrocar al presidente unionista conservador Carlos Herrera y Luna en un golpe de Estado patrocinado por la United Fruit Company. Durante su gobierno se instituyó al Quetzal como moneda de Guatemala y se ratificaron todas las concesiones que el gobierno de Estrada Cabrera le había hecho a la frutera estadounidense y que Herrera y Luna no había querido ratificar. Murió en 1926, a los cincuenta y cuatro años y bajo circunstancias sospechosas. Fue enterrado en la capital guatemalteca con honores de estado. |
| Peralta Azurdia, Enrique       | Coronel                              | Embajador de Guatemala en Cuba y Costa Rica. Ministro de la Defensa y Ministro de Agricultura durante el gobierno del general Miguel Ydígoras Fuentes. Presidente de la República de 1963 a 1966. |
| Reyna Barrios, José María      | General de División                  | Sirvió en el ejército liberal de la Revolución de 1871 y fue presidente de Guatemala de 1892 a 1898. Durante su gobierno se hicieron numerosos trabajos de infraestructura para embellecer a la Ciudad de Guatemala, se construyó la mayor parte del ferrocarril interoceánico, y se realizó la Exposición Centroamericana, en un intento de mejorar la economía de Guatemala. |
| Ríos Montt, Efraín             | General de División                  | Fue director de la Escuela Politécnica durante el gobierno del general Carlos Arana Osorio y candidato presidencial por la Democracia Cristiana Guatemalteca en 1974, postulado por ser considerado el oficial más identificado con las causas sociales en Guatemala en ese momento. Tras perder las elecciones de forma fraudulenta, fue enviado a España como agregado militar y luego regresó a Guatemala, convirtiéndose a la religión protestante. El 23 de marzo de 1982, el grupo de oficiales que habían sido alumnos suyos dieron un golpe de Estado para derrocar al gobierno del general Fernando Romeo Lucas García y le entregaron el poder, considerando que era el más adecuado para gobernar a Guatemala basados en lo que vieron de él en la Escuela Politécnica. Ríos Montt fue derrocado en agosto de 1983 cuando sus convicciones religiosas ya no eran compatibles con las necesidades del Estado; posteriormente fundó su propio partido político y fue presidente del Congreso de Guatemala y candidato presidencial. |
| Rodríguez Díaz, Jacinto        | Piloto Coronel                       | Pionero de la aviación civil en Guatemala. |
| Urrutia Mendoza, Claudio       | Teniente coronel Ingeniero Topógrafo | Fue Alcalde de la Ciudad de Guatemala en 1912. Asimismo, fue fundador y luego decano (en 1894 y en 1920) de la Escuela Facultativa de Ingeniería de la Universidad Nacional. Colaboró con el ingeniero Francisco Vela en la construcción del Mapa en Relieve de Guatemala. |
| Vela, Francisco                | Teniente coronel Ingeniero topógrafo | Constructor del Mapa en Relieve de Guatemala en 1904. Director de la Escuela Politécnica en 1,891 y decano de la Facultad de Ingeniería de la Universidad Nacional. |

## Administración

### Directores

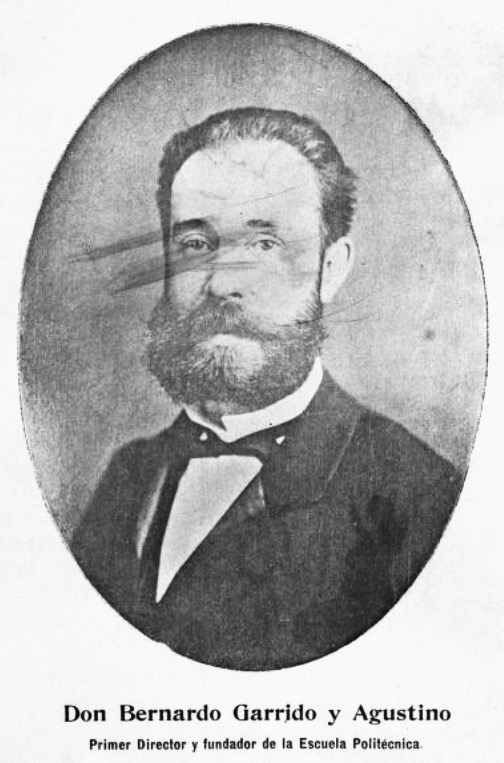
Comandante de Ingenieros Bernando Garrido y Agustino, fundador y primer director de la Escuela Politécnica. Fotografía de la Revista Militar.

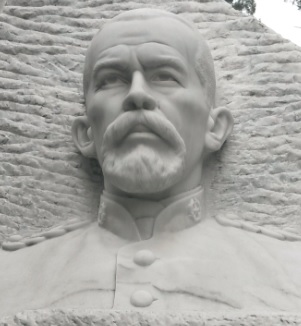
Busto del Teniente Coronel e Ingeniero Francisco Vela, director de la Escuela Politécnica entre 1889 y 1891. Obra de Rodolfo Galeotti Torres, tallado directo en mármol.

| Nombre                      | Grado militar            | Período   |
| --------------------------- | ------------------------ | --------- |
| Bernardo Garrido y Agustino | Comandante de Ingenieros | 1873-1877 |
| Mariano Sancho              | Teniente de Ingenieros   | 1877-1878 |
| José Ceballos               | General                  | 1878-1880 |
| José María Francés          | Capitán de Artillería    | 1880-1882 |
| Manuel Aguilar              | Comandante               | 1882-1885 |
| Ricardo S. del Villar       | Capitán de Artillería    | 1885      |
| Emilio P. Carrera           | Teniente coronel         | 1885      |
| Manuel M. Aguilar           | Teniente coronel         | 1885      |
| Manuel Barrera              | Comandante               | 1885-1888 |
| Emilio P. Carrera           | Coronel                  | 1888-1889 |
| Francisco Vela              | Comandante               | 1889-1891 |
| Luis García León            | Coronel                  | 1891      |
| Ramón Aceña                 | Coronel                  | 1891-1892 |
| Julián Romillo              | Comandante de Ingenieros | 1892-1896 |
| Pedro Izaguirre             | Coronel                  | 1896-1898 |
| Julián Romillo              | Coronel                  | 1898      |

| Nombre                      | Grado militar      | Período   |
| --------------------------- | ------------------ | --------- |
| John Considine              | Mayor              | 1935      |
| Roberto Barrios Peña        | Teniente coronel   | 1945-1947 |
| Enrique Peralta Azurdia     | Coronel            |           |
| Carlos Arana Osorio         | Coronel            | 1955      |
| Efraín Ríos Montt           | Coronel            |           |
| Servio Júpiter Camey Sierra | General            | 1977      |
| Luis Rolando Cámbara Deras  | General de Brigada |           |

### Profesores
- Ignacio María Beteta Quintana: profesor de equitación en 1928
- José León Castillo: profesor de varias asignaturas.[27]
- Valero Pujol ( España): profesor español de literatura que fue invitado a ir a Guatemala exprofesamente por el director de la Escuela Politécnica en 1875, tras la derrota del Partido Republicano en España al que Pujol pertenecía.[2]
- Jacobo Árbenz: profesor de química, historia de la guerra, historia universal.
- Adolfo Vendrell ( España): educado en agronomía en Europa y miembro de la Real Academia de Ciencias de España, de la Real Sociedad de Agricultura de Inglaterra. Fue catedrático de química, geología y mineralogía en la Escuela Politécnica, director del Instituto Agrícola de Indígenas y estuvo a cargo del departamento de Agronomía del Ministerio de Fomento de Guatemala.[28]